# Liste der Kulturdenkmäler in Oberlahr
In der Liste der Kulturdenkmäler in Oberlahr sind alle Kulturdenkmäler der rheinland-pfälzischen Ortsgemeinde Oberlahr aufgelistet. Grundlage ist die Denkmalliste des Landes Rheinland-Pfalz (Stand 4. Mai 2023).

## Einzeldenkmäler
| Bezeichnung                                | Lage                      | Baujahr                   | Beschreibung                                                                     | Bild                           |
| ------------------------------------------ | ------------------------- | ------------------------- | -------------------------------------------------------------------------------- | ------------------------------ |
| Wohnhaus                                   | Hauptstraße 9 Lage        | 18. Jahrhundert           | Fachwerkhaus, teilweise verkleidet, 18. Jahrhundert                              | Fotos hochladen                |
| Wohnhaus                                   | Hauptstraße 11 Lage       | 17. oder 18. Jahrhundert  | Fachwerkhaus, verkleidet, wohl aus dem 17. oder 18. Jahrhundert                  | BW                             |
| Wohnhaus                                   | Hauptstraße 15 Lage       | 18. Jahrhundert           | Fachwerkhaus, 18. Jahrhundert                                                    | Fotos hochladen                |
| Quereinhaus                                | Hauptstraße 19 Lage       | 1700                      | Fachwerk-Quereinhaus, angeblich von 1700                                         | Fotos hochladen                |
| Katholische Pfarrkirche St. Antonius Abbas | Kirchstraße 1 Lage        | 1876                      | neugotischer Bau, 1876                                                           | weitere Bilder Fotos hochladen |
| Pfarrhaus                                  | Kirchstraße 3 Lage        | um 1900                   | Krüppelwalmdachbau, Basaltmauerwerk, um 1900                                     | Fotos hochladen                |
| Wohnhaus                                   | Silberwiesenstraße 7 Lage | Ende des 19. Jahrhunderts | Fachwerkhaus, Ende des 19. Jahrhunderts, zweitverwendete Hölzer, 17. Jahrhundert | Fotos hochladen                |